# ウサギ肝コクシジウム
ウサギ肝コクシジウム（ウサギかんコクシジウム、学名：Eimeria stiedai）とは、ウサギに肝コクシジウム症を引き起こすアイメリア属の1種である。

## 生活環
ウサギは胞子形成オーシストを経口摂取する。胞子形成オーシストは4つのスポロゾイトを含み、肝門静脈を経て肝臓へ達し、最終的に胆管上皮に侵入し、そこでシゾゴニーとして知られる無性生殖を行う。シゾントの崩壊によって上皮細胞の崩壊や死滅が起こる。メロゾイトは他の細胞へ侵入して増殖するサイクルを1~数回繰り返すことがある。最終的にメロゾイトはミクロガメートサイトとなり、上皮細胞で無性生殖を行う。崩壊したミクロガメートサイトはマクロガメートサイトと共に細胞に寄生して有性生殖によりザイゴート（チゴート）を形成する。ザイゴートは胆汁排泄により排除される前に保護殻を発達させ、オーシストとして糞便と共に排泄される。

## 症状と病変
胆管のシゾントは胆管の過形成、胆管閉塞による肝腫大、黄疸を引き起こす。肝不全によって腹水を伴う腹部膨満を呈する。

## 診断
糞便あるいは肝臓の塗抹標本におけるオーシストの証明はコクシジウム症の診断に用いられる。プレパテント・ピリオドは18日で胞子形成には3日必要である。